# Rottenbach (Turíngia)
Rottenbach é uma localidade e antigo município da Alemanha localizado no distrito de Saalfeld-Rudolstadt, estado da Turíngia. Desde 31 de dezembro de 2012, forma parte do município de Königsee.